# Wrzosy (Toruń)
Wrzosy – część urzędowa Torunia. Północna granica Wrzos stanowi jednocześnie granicę miasta. Jej granicę południową wyznacza las między ul. Polną a ul. Jelenią, Szosa Chełmińska oraz tor kolejowy między ul. Szosa Chełmińska a Grudziądzką, wschodnią ul. Grudziądzka, a zachodnią ulice: Kozia, Jaskółcza i Szosa Chełmińska. W 2024 roku liczba osób zameldowanych na pobyt stały we Wrzosach wynosiła 16582 osób, a na pobyt czasowy 403.

## Historia
Wieś Wrzosy powstała w latach 20. XIX wieku, do 1920 roku nosiło nazwę Schönwalde (pol. Piękny Las). Oryginalna nazwa przez pewien czas zachowała się wśród polskich torunian, którzy Wrzosy nazywali Szynwałdem. Pomiędzy 1892 a 1909 roku przy ul. Owsianej 57 w przysiółku wsi Dreiangel założono cmentarz. 1 stycznia 1951 roku zostały włączone do Torunia. W latach 50. XX wieku założono, że Wrzosy będą zespołem osiedli niskiej wysokości.
25 marca 1937 roku na Wrzosach wyznaczono kurację. Nie wiadomo, kiedy kuracja przekształciła się w parafię św. Antoniego. W 1938 roku na Wrzosach rozpoczęto budowę kościoła. Pracę ukończono po II wojnie światowej, jednak oddana do użytku świątynia okazała się zbyt mała do potrzeb parafii św. Antoniego. W 1988 roku rozpoczęto budowę kościoła św. Antoniego. Pierwsze nabożeństwo w kościele odbyło się w 1998 roku. Kościół został konsekrowany 13 czerwca 2012 roku.
W okresie komunistycznym Wrzosy uzyskały regularne połączenie autobusowe i tramwajowe. Do osiedla kursowały autobusy linii 16 i 33 Miejskiego Zakładu Komunikacji w Toruniu. Linia 16 kursowała do Rubinkowa, a 33 do stacji kolejowej Toruń Główny. W 1958 roku wydłużono linię tramwajową łączącą stacje Toruń Główny z Toruń Północ. Nowy odcinek linii zlokalizowano na Wrzosach przy ul. Lisiej. Komunikację tramwajową zawieszono w latach 70. XX wieku.
W latach 1991–2021 roku na Wrzosach działało Społeczne Ognisko Artystyczne „Wrzosy”, prowadzone przez Sabinę i Benedykta Leszczyńskich.

## Zabytki
Na Wrzosach mieszczą się dwa forty wchodzące w skład Twierdzy Toruń: Fort V Karol Chodkiewicz (przy ul. Polna 9) oraz Fort VI Jarema Wiśniowiecki (przy ul. Szosa Chełmińska 204-210). Oba obiekty figurują w rejestrze zabytków, fort V od 5 października 1971 (A/672), fort VI od 7 października 1971 (A/1368). Ponadto w gminnym rejestrze zabytków figurują trzy budynki mieszkalne przy Szosie Chełmińskiej (260A, 264 i 284/286), budynek mieszkalny przy ul. Warzywnej 37 oraz budynek dawnej szkoły podstawowej przy Szosie Chełmińskiej 178A.